# Kampepén (Homún)
Kampepén es una localidad del municipio de Homún en el estado de Yucatán, localizado en el sureste de México.

## Toponimia
El nombre (Kampepén) proviene del idioma maya.

## Demografía
Según el censo de 2010 realizado por el INEGI, la población de la localidad era de 34 habitantes, de los cuales 15 eran hombres y 18 mujeres.
| 122                         | 149 | 73 | 56 | 35 | 27 | 54 | 50 | 28 | 29 | 32 | 31 | 35 | 34 |
| (Fuente: INEGI [Consultar]) |     |    |    |    |    |    |    |    |    |    |    |    |    |